# Quốc hội Bulgaria
Quốc hội (tiếng Bulgaria: Народно събрание, Narodno sabranie) là cơ quan lập pháp đơn viện của Cộng hòa Bulgaria. Quốc hội được thành lập năm 1879 bằng việc thông qua Hiến pháp Tarnovo.